# Hasso-Plattner-Institut
Das Hasso-Plattner-Institut HPI, offiziell: Hasso-Plattner-Institut für Digital Engineering gGmbH, ist ein privat finanziertes IT-Institut und bildet gemeinsam mit der Universität Potsdam die Digital Engineering Fakultät. Es ist in Potsdam-Babelsberg angesiedelt und erforscht praktische und angewandte Themen digitaler Technologien.
Gründer und Namensgeber ist der SAP-Gründer Hasso Plattner. Einziger Gesellschafter ist die gemeinnützige Brandenburger Stiftung bürgerlichen Rechts Hasso Plattner Foundation.
Das HPI hat zahlreiche Gründer, Kreative und Führungspersönlichkeiten im Bereich der IT-Wirtschaft hervorgebracht.

## Geschichte

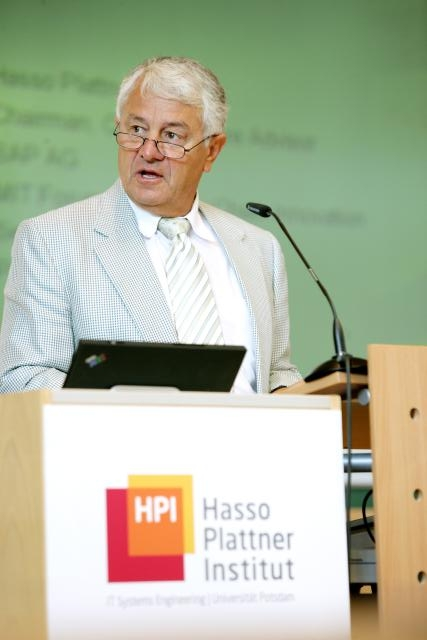
Milliardär Hasso Plattner

Das HPI wurde 1998 durch eine Public-Private-Partnership geschaffen. Träger ist die gemeinnützige Hasso-Plattner-Stiftung. Es hat die Rechtsform einer gGmbH. Das Land Brandenburg beteiligte sich an dieser Partnerschaft, indem es die 30.000 m² für die Institutsbauten am Griebnitzsee in Potsdam-Babelsberg zur Verfügung stellte. Die Errichtung der drei mehrgeschossigen Gebäude einschließlich des Uni-Instituts für Informatik kostete 36 Millionen Euro, von denen Hasso Plattner 18 Millionen Euro übernahm. Die andere Hälfte wurde mit Fördermitteln der Europäischen Union finanziert. Bei der Gründung erklärte Plattner, der Stiftung für den laufenden Instituts-Betrieb über 20 Jahre hinweg 200 Millionen Euro zur Verfügung zu stellen. Der Campus wurde am 12. Oktober 2001 eingeweiht.
Im Herbst 1999 nahm das HPI als An-Institut an der Universität Potsdam unter der Leitung von Siegfried Wendt seinen Lehrbetrieb auf. Am HPI soll gelernt werden, komplexe IT-Systeme und Softwareprodukte zu verstehen, zu entwickeln und zu beherrschen.
Im Sommer 2010 wurde der rund 3800 m² Nutzfläche bietende Erweiterungsbau fertiggestellt. Er fungiert als neues Hauptgebäude des HPI und beherbergt verschiedene Professuren, unter anderem die HPI Research School und das Design Thinking Research-Programm.
Im Juni 2012 wurde eine vereinbarte Zusammenarbeit mit der Schufa bei der Grundlagenforschung rund um die technische Verarbeitung öffentlicher Daten aus sozialen Netzwerken seitens des HPI gekündigt, da sie auf massive Kritik u. a. von Verbraucherschutzministerin Ilse Aigner und des Schufa-Verbraucherbeirats gestoßen war. Die Kritiker befürchteten, dass die von Nutzern auf Facebook, Twitter und anderen Netzwerken hinterlegten Daten für die Entwicklung von Scoringverfahren zur Beurteilung der Bonität genutzt werden sollten.

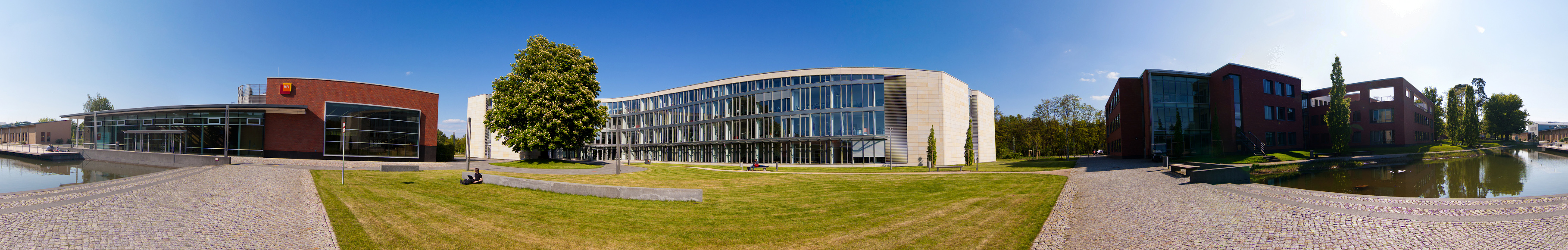
Panorama des Campus, 2011

Im April 2017 gründeten das HPI und die Universität Potsdam die Digital Engineering Fakultät, welche die erste privat finanzierte Fakultät einer öffentlichen Universität in Deutschland ist. Sie soll zu einem universitären Exzellenzcenter im Bereich des Digital Engineering ausgebaut werden und wird über die Hasso-Plattner-Stiftung vollständig finanziert.
Stand Dezember 2021 sind 21 Professoren & 17 Assistenzprofessuren und rund 240 wissenschaftliche Mitarbeiter tätig. Die Institutsverwaltung umfasst etwa 111 Mitarbeiter. Die Professoren werden in der Regel gemeinsam mit der Universität Potsdam berufen. Von 2004 bis 2023 wurde das Institut von Christoph Meinel geleitet. Am 1. April 2023 übernahm ein Team, bestehend aus Tobias Friedrich, Marcus Kölling und Ralf Herbrich, die Leitung des Instituts. Seit dem 1. Mai 2025 liegt die Leitung des Instituts in den Händen von Tobias Friedrich und Klaus Grünfelder.

## Studium

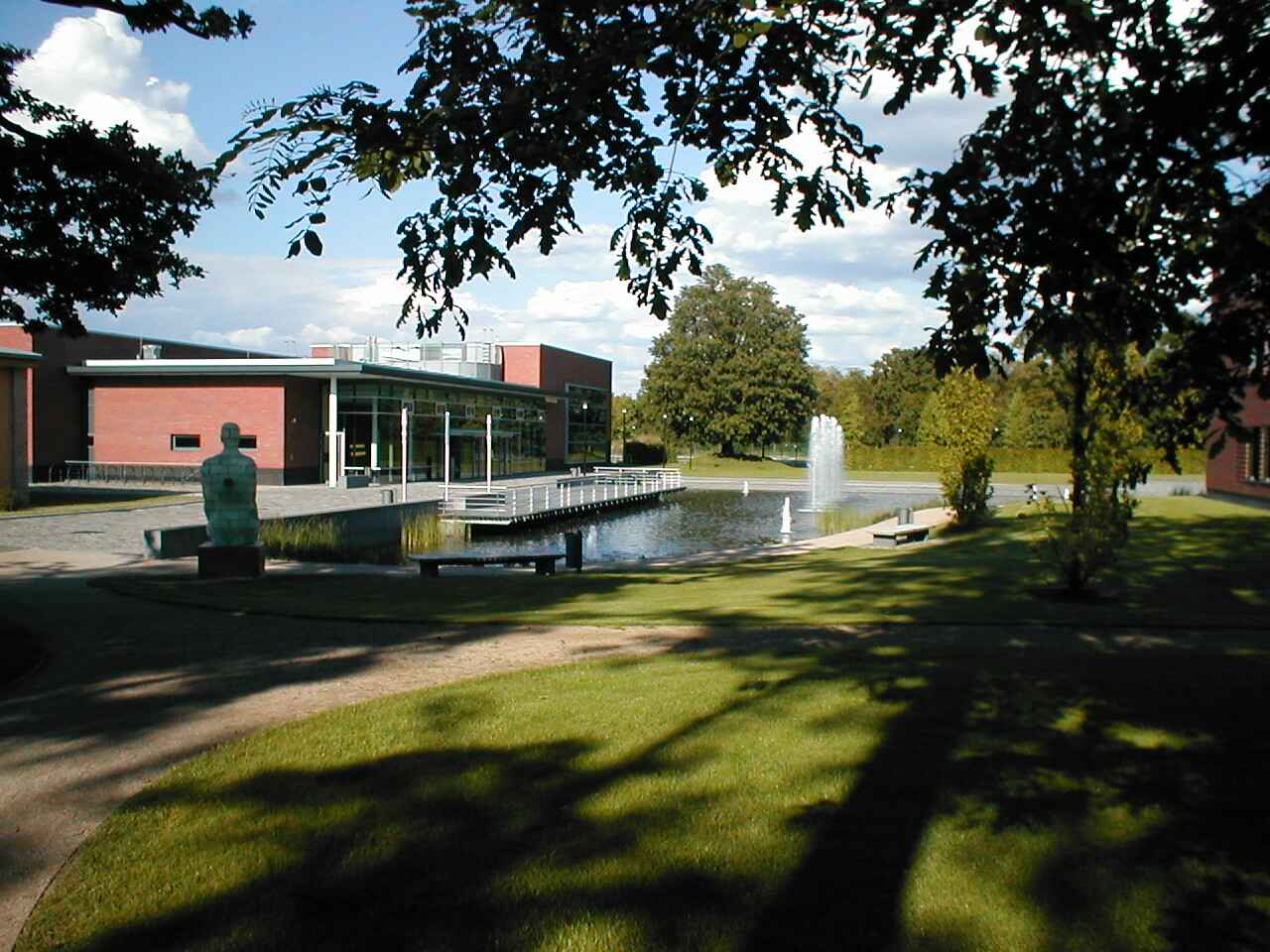
Hörsaalgebäude des Hasso-Plattner-Instituts

Das Studium an der gemeinsam Digital-Engineering-Fakultät des Hasso-Plattner-Instituts und der Universität Potsdam zeichnet sich durch besondere Praxisnähe aus und belegt seit Jahren Spitzenplätze im Ranking des Centrums für Hochschulentwicklung (CHE). Jedes Jahr werden zum Wintersemester etwa 80 Bewerber für den Bachelorstudiengang IT-Systems Engineering angenommen. Abschließen kann man das Studium als Bachelor (nach sechs Semestern) und Master (nach weiteren vier Semestern). Die Studierenden sind an der Universität Potsdam immatrikuliert und zahlen nur die Semesterbeiträge der Universität Potsdam.
Derzeit bietet das HPI Studierenden einen Bachelor- und zwei Masterstudiengänge zur Auswahl.

### Studiengänge
Das Bachelorstudium am HPI ist ein praxisorientierter Informatikstudiengang. Er vermittelt nicht nur theoretisches Wissen, sondern auch konkrete, in der Praxis anwendbare Kenntnisse und Fertigkeiten.
Die zwei englischsprachigen Masterstudiengänge Computer Science (55 Plätze) und Digital Health (20 Plätze in einem Kalenderjahr) bilden Studierende für Leitungs- und Führungspositionen aus.

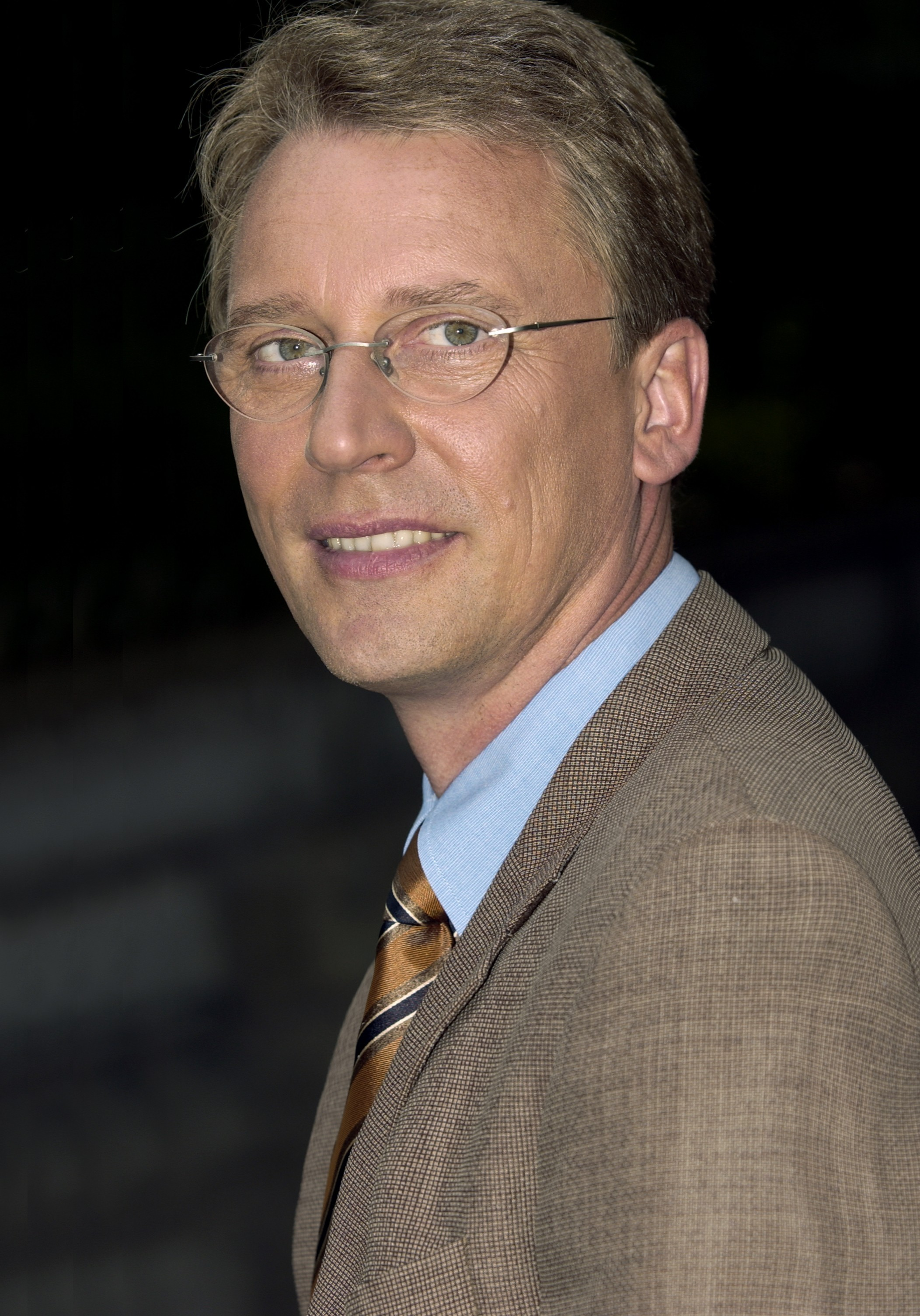
Christoph Meinel, Institutsleiter (2004–2023)

### HPI School of Design Thinking
2007 wurde nach dem Vorbild des Hasso Plattner Institute of Design an der Stanford-Universität die HPI School of Design Thinking (D-School) als Bildungs- und Forschungseinrichtung zur interdisziplinären Innovationsmethode Design Thinking etabliert. Leiter der Schule sind Ulrich Weinberg und Claudia Nicolai. Im Gegensatz zur d.school in Stanford ist die Potsdamer D-School für Studenten der ganzen Welt geöffnet. Das Studium an der HPI School of Design Thinking ist ein kostenfreies Zertifikatsstudium an der Universität Potsdam. Es besteht neben kürzeren Angeboten aus zwei jeweils einsemestrigen Kursen (Basic und Advanced Track) im Umfang von acht Wochenstunden. Die Studenten sollen den interdisziplinären Ansatz bei der Entwicklung neuer Produkte erlernen. Dazu werden die Teilnehmer in interdisziplinäre Teams eingeteilt. Jedes Team beschäftigt sich mit einer Fragestellung eines Projektpartners und wird dabei von einem oder mehreren Lehrern begleitet. Ziel der Ausbildung ist es Lösungskompetenzen sowie Kommunikation, Kollaboration, Kreativität und kritisches Denken zu stärken.
Im Mai 2017 hatten über die Hälfte der DAX30 Unternehmen Projekte mit der HPI School of Design Thinking durchgeführt. Die Potsdamer D-School arbeitet mit der d.school in Stanford zusammen. Im Rahmen des HPI-Stanford Design Thinking Research Program (DTRP) unter Leitung von Larry Leifer (Stanford) und Christoph Meinel (HPI Potsdam) wurden von 2008 bis 2022 Forschungsprojekte zum Design Thinking durchgeführt.

### HPI Engine
Die HPI Engine, ehemals School of Entrepreneurship (HPI E-School) unterstützt Studierende, Alumni und Wissenschaftler bei der Umsetzungen neuer Geschäftsideen. Die Leistungen reichen von gezielter Beratung bis hin zur Bereitstellung von Infrastruktur und Kapital.
Seit 2010 veranstaltet die HPI School of Entrepreneurship den Businessplanwettbewerb für Existenzgründer und Startups. In drei Phasen werden die Teilnehmer durch gezieltes Feedback bei der Weiterentwicklung ihrer Geschäftsidee unterstützt. Die besten Teams präsentieren im Finale ihre Geschäftskonzepte vor einer Jury und haben die Möglichkeit Startkapital und Sachunterstützung im Wert von 100.000 Euro zu gewinnen.

## Forschung & Projekte

### HPI Research Schools
Im Jahr 2005 wurde am HPI das erste interdisziplinäre Forschungskolleg, die HPI Research School für Service-Oriented Systems Engineering, eröffnet. 2019 folgte die Research School for Data Science and Engineering. Im Rahmen der Etablierung sogenannten Cluster, einer fakultätsähnlichen Struktureinheit, die eine ausgewogene Ausrichtung auf Lehre, Forschung und Transfer gewährleisten soll, erfolgte die Umstrukturierung und Erweiterung der Research Schools 2024. An den fünf neuen Research Schools des Instituts profitieren die Promovenden von einer engen Betreuung durch erfahrene Professoren und Postdocs, modernsten Forschungseinrichtungen und einem kollaborativen wissenschaftlichen Netzwerk.

### openHPI
Seit September 2012 betreibt das HPI die interaktive Online-Lernplattform openHPI. Die Plattform vermittelt Gratis-Zugang zu aktuellem Hochschul-Wissen aus den Gebieten der Informationstechnologie und Innovation. Nutzer können jedes Jahr aus einer Vielzahl kostenloser Massive Open Online Courses (kurz MOOCs) für IT-Einsteiger und Experten wählen. Für die erfolgreiche Teilnahme an einem MOOC stellt das Institut Zertifikate aus, die sich Teilnehmer als Leistungspunkte an ihrer Universität anrechnen lassen können. Kurse vergangener Jahre können auch nach Kursende im Selbststudium genutzt werden. Das Institut wolle damit eine „neue Ära der Wissensvermittlung einleiten“.

### HPI Schul-Cloud
Das Schul-Cloud-Projekt des Hasso-Plattner-Instituts (HPI) will eine einheitliche IT-Infrastruktur für alle Schulen entwickeln. Zum 31. Juli 2021 lief das Entwicklungsprojekt planmäßig am HPI aus und wird künftig von den Bundesländern Niedersachsen, Brandenburg und Thüringen in den Regelbetrieb überführt. Den technischen Betrieb und auch die technische Weiterentwicklung der Schul-Cloud übernimmt zukünftig die Dataport - Anstalt des öffentlichen Rechts (Dataport AöR).

## Bekannte Alumni
- Afridun Amu (* 1987), Surfer
- Shai Hoffmann (* 1982), Schauspieler, Musiker, Entrepreneur und Aktivist
- Raul Krauthausen (* 1980), Aktivist
- Marie Schäffer (* 1990), Politikerin

## Kontroversen
Anfang März 2024 gab die Rechercheplattform Correctiv bekannt, dass das Hasso-Plattner-Institut mit Hilfe der Anwaltskanzlei Pusch Wahlig Workplace Law die Gründung eines Betriebsrats verhindert habe. Die Kanzlei soll am Hasso-Plattner-Institut dafür 200.000 € erhalten haben. Seitens der Geschäftsführung wurde stattdessen ein Institutsrat als Arbeitnehmervertretung installiert, welcher nicht über sämtliche Rechte eines Betriebsrats verfügt. Um in der Belegschaft entsprechende Narrative für den Institutsrat zu verbreiten, wurde für 22.074,50 € die Kommunikationsagentur Lutz Meyer & Company GmbH beauftragt. Ein Sprecher der DGB Rechtsschutzabteilung beurteilte das Vorgehen des HPI zum Teil als „glasklar rechtswidrig“. Im Brandenburger Landtag wurden die Vorgänge aufgrund des Antrags der Linken „Mitbestimmung absichern - keine Ausnahme für das Hasso-Plattner-Institut!“ debattiert. In diesem wurde unter anderem die Landesregierung aufgefordert, eine unabhängige Untersuchung der Vorgänge am HPI einzuleiten und verschiedene Maßnahmen zur Stärkung der gesetzlichen Mitbestimmung zu ergreifen. Anfang April 2024 wurde vom HPI eine Abstimmung durchgeführt, bei der laut eigenen Angaben 68 % für die Einrichtung des Institutsrats gestimmt haben. Im Juli 2024 wurde die fristlose Kündigung der vermeintlichen Whistleblowerin durch das Hasso-Plattner-Institut unter medialer Aufmerksamkeit vor dem Arbeitsgericht verhandelt. Ende August 2024 leitete die Potsdamer Staatsanwaltschaft Ermittlungen wegen Verdachts der Verhinderung eines Betriebsrats ein. Aufgrund eines fehlenden Strafantrags wurden die Ermittlungen gegen das HPI eingestellt.